# Ханабад (Андижанская область)
Ханабад (узб. Xonobod / Хонобод) — город областного подчинения Андижанской области Узбекистана. Расположен на берегу реки Карадарьи, на границе Узбекистана с Кыргызстаном, граничит с Сузакским районом Джалал-Абадской области. История города неразрывно связана со строительством плотины Андижанского водохранилища, которое стало исходной точкой для развития всего региона. В Узбекистане многое делается для популяризации и развития города, как туристического центра Ферганской долины и горного курорта.

## История
Точное время основания города неизвестно, предположительно, он возник из кишлака, расположенного на Великом Шёлковом пути. При раскопках на памятнике эйлатанского типа могильнике Ханабад-1, проведённых в 2020 году, были обнаружены захоронения, датированные серединой первого тысячелетия до н.э.. На территории города также находятся археологические памятники неопределённой датировки — Жаннатмаконтепалиги и Жаннатбулоктепалиги.
Во времена Кокандского ханства, эта местность носила название «Бешкапа». По местному преданию, ханы Коканда облагородили эту территорию и использовали её для охоты и отдыха.

### В Узбекской ССР
В годы Великой Отечественной войны, тысячи андижанцев были мобилизованы, среди них был уроженец посёлка Ханабад, Герой Советского Союза Абдулазиз Юлдашев. Сегодня именем героя названа одна из улиц в городе. В 1987 году, на самой высокой точке города, горе Хантак (узб. Xontog'), был воздвигнут памятник героям Великой Отечественной войны, в окрестностях которого разбит парк с аттракционами. До парка из центра города проложена канатная дорога. Памятник и парк Хантак входят в список «Объектов материального культурного наследия Узбекистана республиканского значения».
По данным на 1 октября 1948 года, рабочий посёлок Ханабад и ещё 13 сельсоветов (Абдулдабий, им. Ворошилова, Гайратабад, Дехканчек, Карабагиш, Коштепа, Кургантепа, Мамурабад, Султанабад, Фазылман, Ханабад, Ходжамшукур и Чимион), входили в состав Ворошиловского района Андижанской области Узбекской ССР.

#### Строительство Андижанского водохранилища
Поворотным этапом в истории города стало строительство плотины Андижанского водохранилища. Первые проекты по сооружению гидроузла на реке Карадарье появились ещё в 1927 году, но так и не были реализованы. Лишь в 1936—1940 годах была построена небольшая плотина, распределявшая сток реки на три магистральных канала —  Шахрихансай, Андижансай и Савай. В 1963 году было принято постановление ЦК КПСС и Совета Министров СССР о сооружении водохранилища. 
Широкомасштабные работы по строительству гидроузла начались в 1969 году. Сооружение плотины было объявлено всесоюзной ударной комсомольской стройкой. Первая очередь была сдана в 1974 году, а полностью строительство было завершено в 1983 году.
Начало строительства водохранилища послужило толчком к росту населения региона. В 1972 году посёлок Карабагиш получил статус города областного подчинения под названием Советабад.

### В независимом Узбекистане
С получением независимости Узбекистаном, 9 апреля 1992 года Советабад был переименован в город Ханабад.

#### Инцидент с нападением на таможенный пост
26 мая 2009 года неустановленными лицами был атакован таможенный пост «Ханабад» на границе Узбекистана с Кыргызстаном, также по информации киргизских источников, была попытка штурма, вооружёнными автоматическим стрелковым оружием и, возможно, гранатомётом боевиками, здания городского отдела милиции. В ответ на это нападение, Узбекистан закрыл в одностороннем порядке пункты пропуска «Ханабад» между Андижанской и Джалал-Абадской и «Достук» между Андижанской и Ошской областями Узбекистана и Киргизии. 
Комментарии узбекской стороны были более чем сдержанными, по официальной информации, в ночь с 25 на 26 мая небольшая группа неизвестных в количестве 2-3 человек совершила нападение на блокпост, установленный на въезде в Ханабад со стороны Андижана. По сообщениям очевидцев событий, общественные заведения в городе были закрыты, также наблюдалось большое скопление солдат и военной техники. Все подъезды к городу были закрыты, блокпосты дополнительно усилены. 
Нападение на таможенный пост имело далеко идущие последствия для города. С 2009 года, в Ханабаде был установлен специальный паспортный режим, въезд в город был ограничен. Промышленные предприятия города переживали сильный упадок, увеличились безработица и отток трудоспособного населения. Паспортный режим был отменён только в 2017 году, а спустя 14 лет после закрытия — 1 сентября 2023 года, был вновь открыт пограничный пост «Ханабад» на границе с Кыргызстаном.

#### Современность
В настоящее время развитию города уделяется пристальное внимание, планируется наладить производство минеральной воды и построить зону отдыха с современной гостиницей, также подписаны соглашения об открытии завода по производству электромобилей и строительстве крытого ледового курорта. 
Город расположен на высоте 750 метров над уровнем моря и имеет очень мягкий климат, в узбекских СМИ Ханабад часто называют «Узбекской Швейцарией», Узбекистан стремится популяризировать город, как узбекский горный курорт. В 2020 году начались работы по организации туристического маршрута — «Туристская магистраль Узбекистана», который будет проложен от Ханабада до Муйнака в Каракалпакстане, с ответвлением до Термеза. В планах правительства — сделать город туристическим центром Ферганской долины, была организована рабочая группа по изучению туристических объектов в Ханабаде, в городе на постоянной основе работают сотрудники Государственного комитета по развитию туризма и его отделения в Андижанской области.
16 февраля 2024 года в Ханабаде было проведено совещание, посвящённое экономическому и социальному развитию области, под председательством президента Узбекистана Шавката Мирзиёева.

## География
Город стоит на берегу реки Карадарьи. Через город проходит линия железной дороги Андижан — Савай — Ханабад, в его черте находится железнодорожный вокзал «Ханабад».
Пограничный пост «Ханабад» между Андижанской областью Узбекистана и Джалал-Абадской областью Кыргызстана. Многосторонний пункт пропуска, пропускной способностью до 10 000 человек.

### Климат
В Ханабаде умеренно тёплый климат, среднегодовая температура составляет 12.0 °C. В течение года выпадает незначительное количество осадков, среднегодовая норма составляет — 716 мм. Самый засушливый месяц — август, наибольшее количество осадков выпадает в апреле.
| Показатель                                                                         | Янв. | Фев. | Март | Апр. | Май  | Июнь | Июль | Авг. | Сен. | Окт. | Нояб. | Дек. |
| ---------------------------------------------------------------------------------- | ---- | ---- | ---- | ---- | ---- | ---- | ---- | ---- | ---- | ---- | ----- | ---- |
| Средний суточный максимум, °C                                                      | 4,6  | 6,9  | 13,9 | 19,3 | 23,8 | 28,6 | 31,8 | 31,4 | 27   | 19,4 | 11,8  | 5,6  |
| Средняя температура, °C                                                            | −1,9 | 0,5  | 7,1  | 12,8 | 17,4 | 21,8 | 24,9 | 24,4 | 19,6 | 12,3 | 5,3   | −0,9 |
| Средний суточный минимум, °C                                                       | −8   | −6,1 | −0,2 | 5,2  | 9,7  | 13,4 | 16,4 | 16,1 | 11,7 | 5,5  | −0,5  | −6,3 |
| Норма осадков, мм                                                                  | 43   | 61   | 91   | 113  | 103  | 56   | 28   | 20   | 25   | 56   | 62    | 58   |
| Источник: Климатические данные городов по всему миру. Дата обращения: 20 мая 2024. |      |      |      |      |      |      |      |      |      |      |       |      |

### Городская агломерация
В составе города находятся 1 сельсовет и 11 махаллей, в том числе, махалля Кампирровот, на территории, непосредственно примыкающей к Андижанскому водохранилищу. Также, посёлок городского типа Фозилмон, административно подчинён городу Ханабаду.
В 2019 году, с целью расширения территории города и повышения его экономического потенциала, часть Кургантепинского района Андижанской области, расположенная на территории населённых пунктов Султанабад, Ханабад, Ш.Рашидов и Авазматов, общей площадью 1284 га, была присоединена к Ханабаду.

### Достопримечательность
В городе находится мавзолей «Фозилмон-ота», расположенный у источника с родниковой водой, являющийся местом паломничества для жителей области и соседнего Кыргызстана. По преданию здесь был захоронен потомок пророка, религиозный деятель Сайид Фозилмон Дехлави (XIII век). Первоначальный мавзолей не сохранился из-за схода селя, современное здание было построено в 1805 году.

## Население
| Год  | Численность | Численность |
| ---- | ----------- | ----------- |
| 1979 | 20 661      | [ 35 ]      |
| 1989 | 24 741      | [ 36 ]      |
| 2010 | 35 181      |             |
| 2020 | 42 301      | [ 37 ]      |

## Экономика
Андижанская ГЭСсостоит из двух приплотинных гидроэлектростанций, использующих одну плотину — Андижанской ГЭС (проектная мощность 171,1 МВт) и Андижанской ГЭС-2 (проектная мощность 50 МВт). Плотина ГЭС создаёт Андижанское водохранилище многолетнего регулирования полным объёмом 1,9 км³, полезным объёмом — 1,75 км³, проектной площадью 56 км².
СП ОАО «Андижанкабель» — один из крупнейших производителей кабельной продукции в регионе, запущен в 1982 году. В 2000 году преобразован в совместное предприятие с ОАО «Фариаль» (Россия).
АО СП «УзКоджи» — единственный в Центральной Азии производитель электропроводки для автомобилей, жгутов для текстильной промышленности, проводов для вентиляционного, отопительного и охлаждающего оборудования.
АО «Тарандубитель» — предприятие по производству обувной продукции.
Предприятие по розливу минеральной воды «Water life mineral», с годовой производительностью 200 миллионов бутылок, было запущено в 2022 году.

## Культура
Ханабад является одним из центров развития народного искусства аския (узб. askiya) — это самобытный жанр народно-зрелищного искусства и устного народного творчества, сформировавшийся и получивший наибольшее распространение в Ферганской долине и Ташкентской области. В 2014 году ЮНЕСКО включило аския в Репрезентативный список нематериального культурного наследия человечества. В Ханабаде функционирует школа  аския под руководством Мухитдина Султанова.
Ежегодно, в мае, в городе проводится фестиваль юмора, посвящённый памяти знаменитого земляка, известного исполнителя аския Народного артиста Узбекской ССР Саиба Ходжаева. В программу фестиваля входит не только соревнование между юмористами в искусстве аския, но и разнообразные спортивные состязания, выступления артистов эстрады и музыкальных коллективов.
С 19 по 23 июля 2023 года в Ханабаде проходил Международный фестиваль национального эстрадного искусства «узб. Дунё садолари» («Мелодии мира»), церемонию открытия проводил министр культуры и туризма Узбекистана Озодбек Назарбеков, на открытии фестиваля выступали как известные узбекские артисты, такие как Фаррух Закиров, так и зарубежные гости — Boney M. и Доктор Албан. В фестивале приняли участие музыкальные коллективы и исполнители из России, Франции, Германии, Швеции, Чехии, Болгарии, Латвии, Польши, Греции и Сербии. Параллельно музыкальному фестивалю, проходила выставка ремесленных изделий мастеров из разных регионов Узбекистана.

## Спорт
Согласно указу президента Узбекистана, приоритетным видом спорта в городе Ханабаде является тяжёлая атлетика, также перспективным видом спорта назван бокс, а развивающимся - лёгкая атлетика. Наиболее известным воспитанником ханабадской школы тяжёлой атлетики является олимпийский чемпион 2016 года, двукратный чемпион мира 2013 и 2022 годов, чемпион Азиатских игр 2018, двукратный чемпион Азии — Руслан Нурудинов.
В городе регулярно проходят спортивные соревнования, как республиканского, так и международного уровня. Так, в июле 2014 года в Ханабаде состоялся чемпионат Узбекистана по гиревому спорту, 22 сентября 2021 года в городе проходил второй этап массовых забегов по городам Узбекистана «Save Aral», в котором приняли участие более 2500 человек, в мае 2024 года — пеший марафон «5000 шагов к здоровой жизни». 
В Ханабаде неоднократно проводились международные соревнования по боксу под эгидой Федерации профессионального бокса Узбекистана — в 2006, 2017 и 2020 годах.

## Образование
В городе Ханабаде восемь общеобразовательных школ.
В городе есть несколько средних специальных учебных заведений:
- Ханабадский техникум индустрии при Андижанском государственном университете[61]
- Ханабадский педагогический колледж[62]
- Ханабадский промышленный техникум[63]
- Профессиональная школа города Ханабада[64]

Также планируется открытие IT-городка, в котором учащиеся будут получать специальности, связанные с информационными технологиями и иностранными языками, а также освоить другие современные профессии.

## Медицина и здравоохранение
В городе функционируют три поликлиники.

### Санаторий «Ханабад»
Санаторий «Ханабад» расположен на высоте 850 метров выше уровня моря и специализируется на лечении заболеваний сердечно-сосудистой системы, органов дыхания и опорно-двигательного аппарата.
Строительство санатория было инициировано постановлением правительства в 2003 году. Строительство санатория превратилось в долгострой и возобновилось по прямому поручению президента, после его визита в Ханабад в июне 2017 года.  Торжественное открытие состоялось 11 июля 2018 года. 16 мая 2019 года Шавкат Мирзиёев вторично посетил санаторий для проверки условий, созданных для отдыхающих.

## Галерея

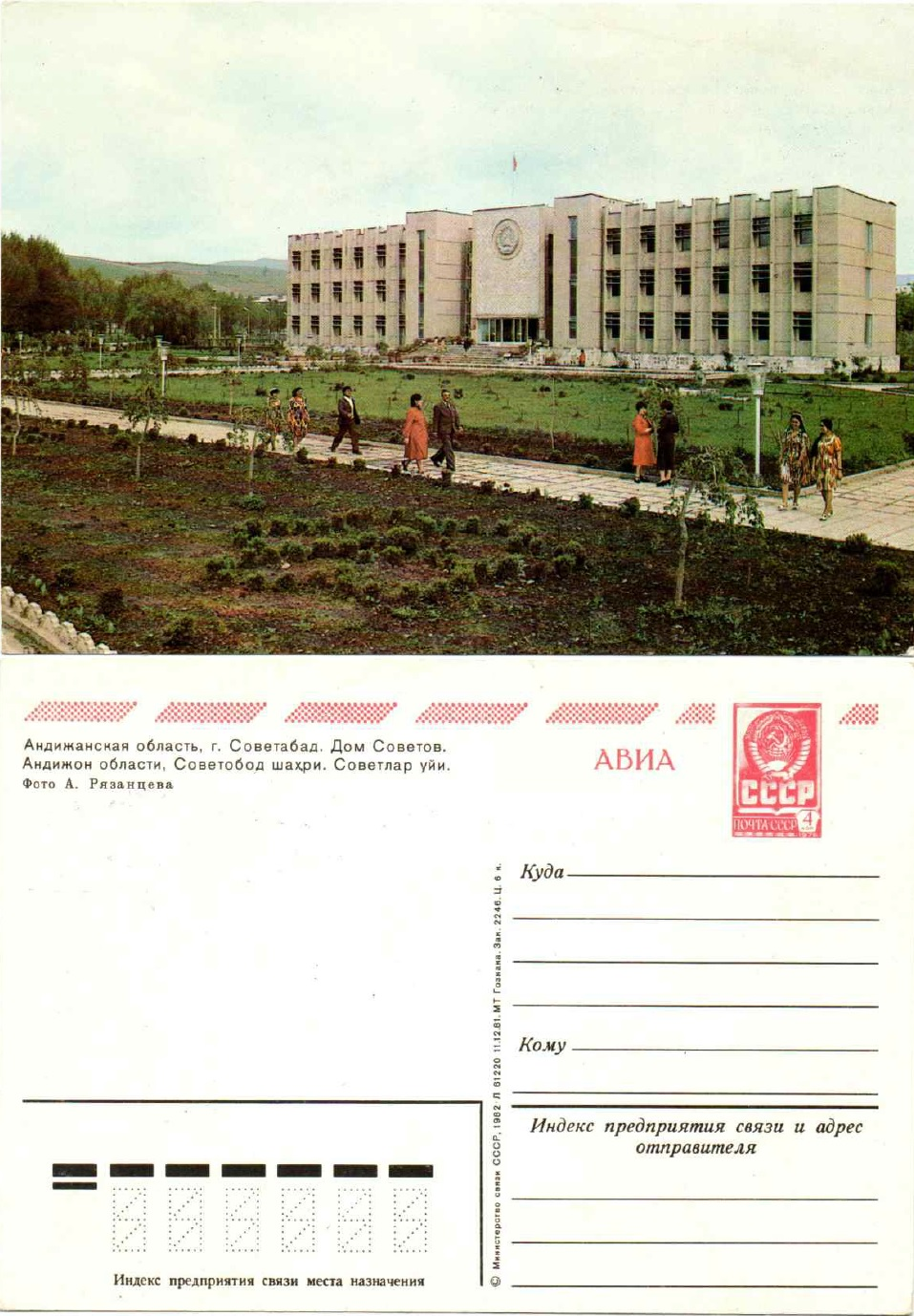
Почтовая карточка СССР, Андижанская область, город Советабад, дом Советов, фото А. Рязанцева, 1982 год
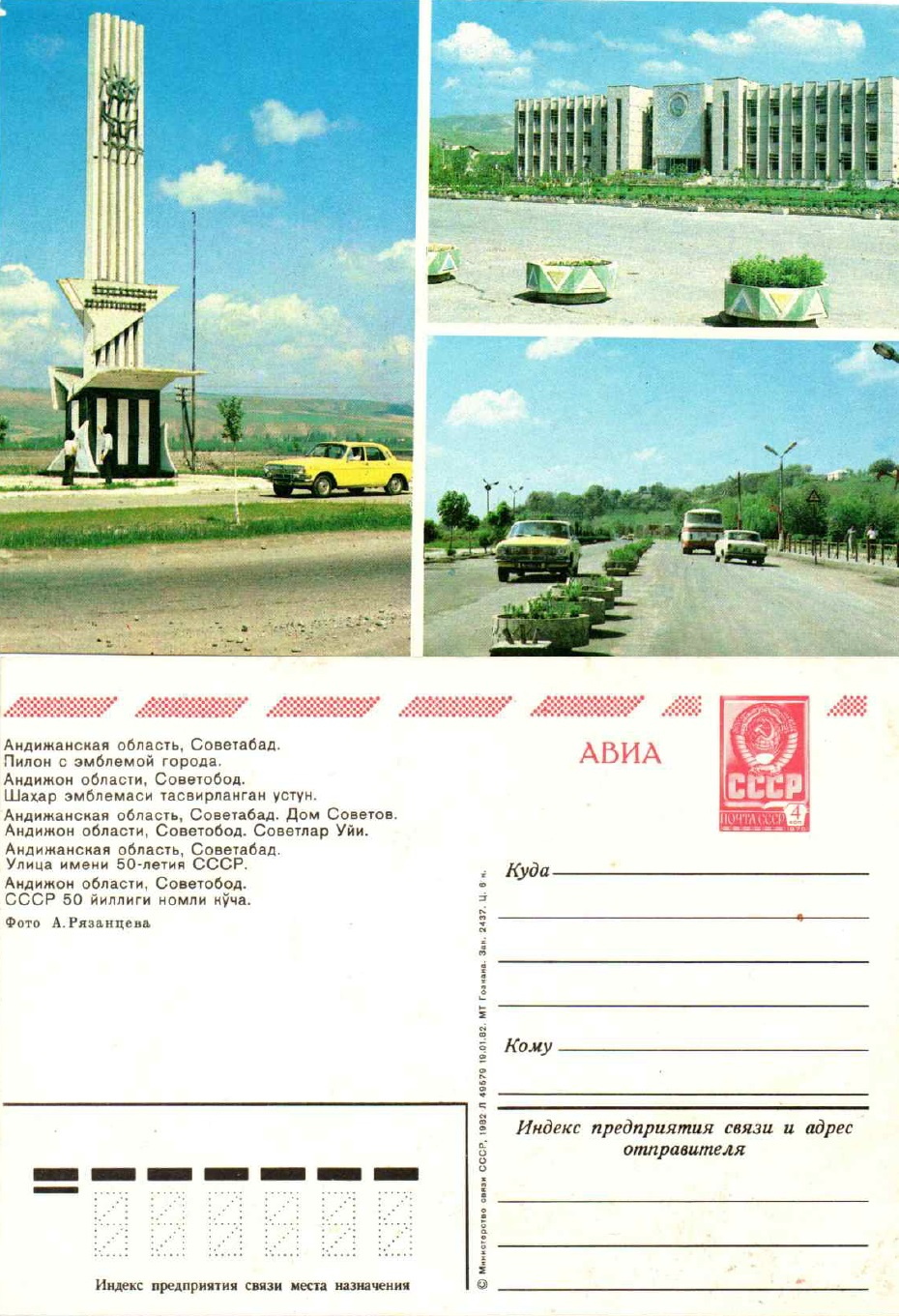
Почтовая карточка СССР, Андижанская область, город Советабад, виды города, фото А. Рязанцева, 1982 год
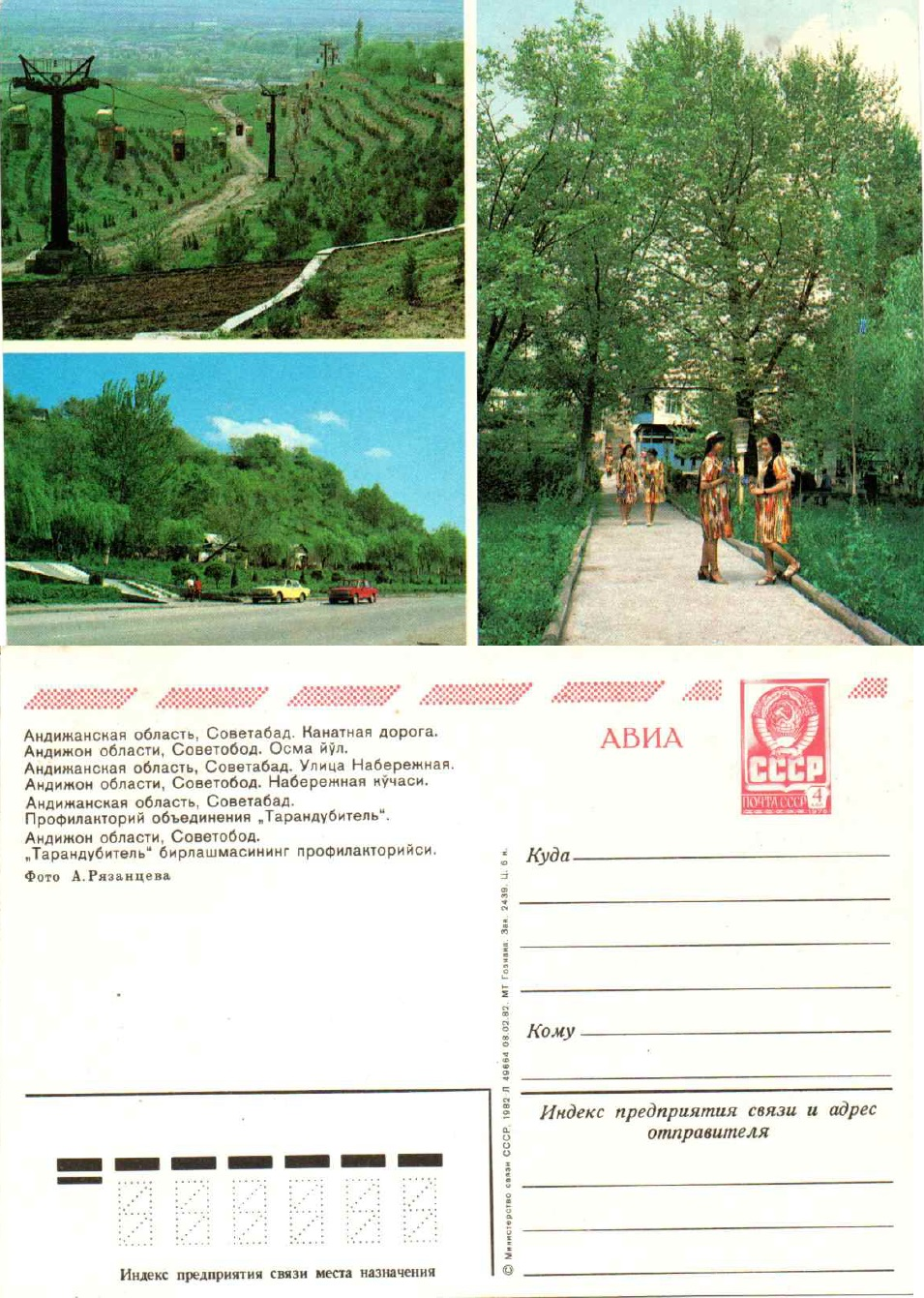
Почтовая карточка СССР, Андижанская область, город Советабад, виды города, фото А. Рязанцева, 1982 год
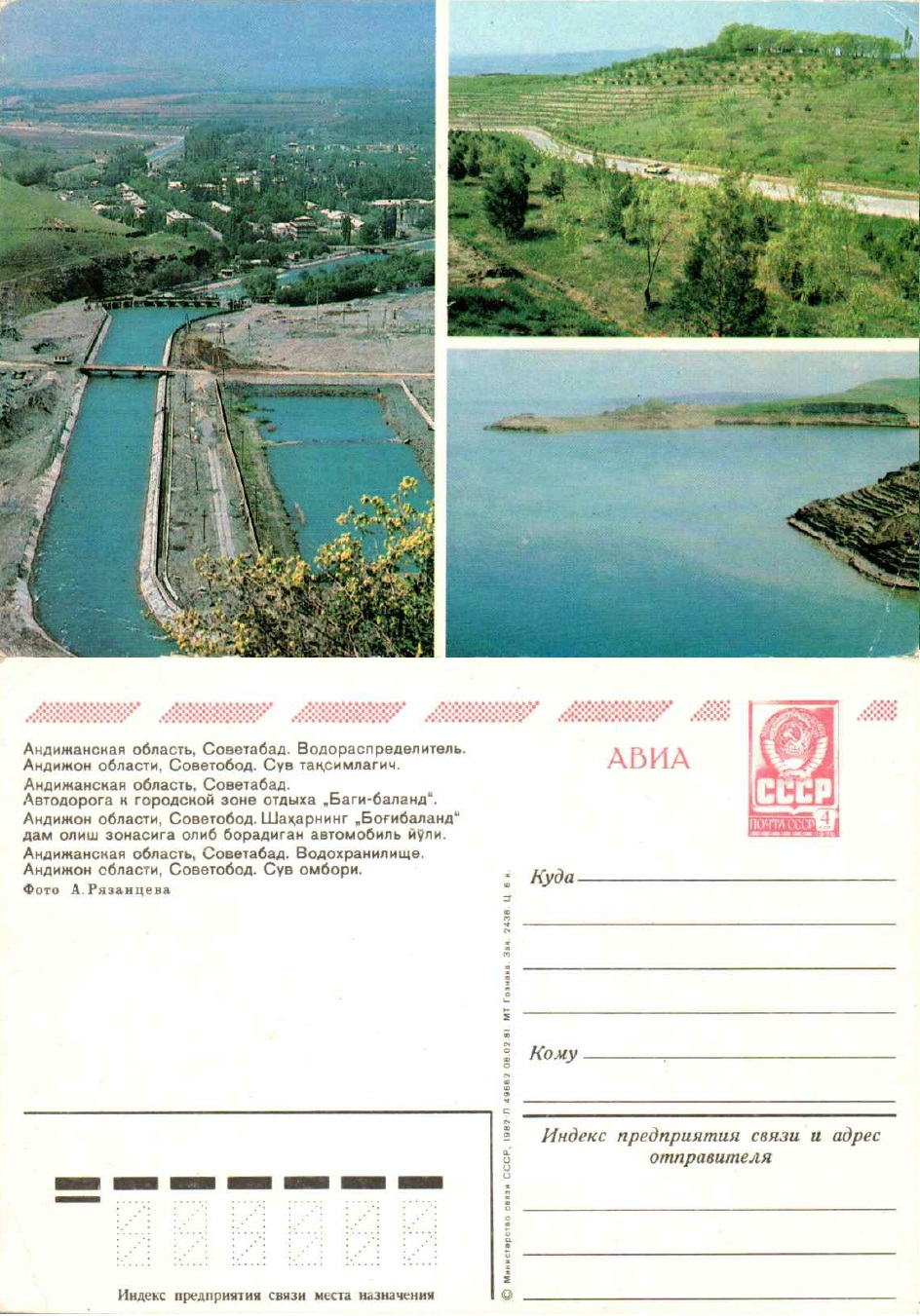
Почтовая карточка СССР, Андижанская область, город Советабад, виды города, фото А. Рязанцева, 1982 год